# Катастрофа на DC-3 на KLM през 1947 г.
На 26 януари 1947 г. пътнически самолетът „Дъглас DC-3“, който изпълнява международен полет на KLM от летище „Схипхол“, Амстердам, Нидерландия, до летище „Стокхолм Брома“, Стокхолм, Швеция, с междинно кацане на летище „Копенхаген“, Копенхаген, Дания, се разбива след излитане от Копенхаген. Всички 16 пътници и 6 членове на екипажа на борда загиват в катастрофата.
Сред загиналите са шведският принц Густав Адолф (по време на смъртта си втори по ред за наследяване на шведския трон), американската оперна певица Грейс Мур и датската актриса Герда Нойман. Принц Густав Адолф е баща на настоящия крал на Швеция Карл XVI Густав. Тялото на Грейс Мур първо е откарано до Париж с друг самолет на KLM и след това до Чатануга, Тенеси, където е погребана по време на церемония, на която присъстват около осем хиляди души.
Вероятната причина за катастрофата е, че не са премахнати ключалки срещу пориви, които обезопасяват елеваторите на самолета, докато е паркиран. Това е най-тежкото авиационно бедствие в Дания по време на катастрофата.